# Chrysostomatinae
Chrysostomatinae is een onderfamilie van weekdieren uit de klasse van de Gastropoda (slakken).

## Geslachten
- Chlorodiloma Pilsbry, 1889
- Chrysostoma Swainson, 1840